# Tiroler Franziskanerprovinz
Die Tiroler Franziskanerprovinz vom seligen Engelbert Kolland als Ordensprovinz der Franziskaner (OFM) für Tirol wurde 1580 gegründet und ist seit dem Jahr 2007 Teil der Franziskanerprovinz Austria zum hl. Leopold. Sie trug ab 2001 das Patrozinium des seligen Engelbert Kolland (1827–1860), Märtyrer zu Damaskus.

## Geschichte
Im Jahr 1580 wurde auf Betreiben des Tiroler Landesfürsten Erzherzog Ferdinand II. eine eigene Tiroler Franziskanerprovinz unter dem Patronat des hl. Leopold von Österreich gegründet. Sie sollte die franziskanischen Klöster in seinem Herrschaftsgebiet vereinen und umfasste somit die Niederlassungen in Tirol sowie in Württemberg, den damaligen Österreichischen Vorlanden, die von Innsbruck aus regiert wurden. Am Anfang bestand die Provinz aus den alten Franziskanerklöstern in Bozen, Brixen und Freiburg, deren Gründung ins 13. Jahrhundert zurückgeht, sowie den Klöstern Schwaz und Innsbruck an der Hofkirche. Ebenso waren die Klarissenklöster Brixen und Freiburg sowie eine Reihe von Terziarbrüder- und Schwesternklausen in Vorderösterreich eingegliedert.
Im 17. Jahrhundert kam es zu einer Reihe von Klostergründungen in Tirol in Kaltern, Innichen, Hall in Tirol, Reutte und Telfs, in Bayern in Füssen und in Vorderösterreich in Kenzingen, Saulgau und Ehingen. 1627 trat die Provinz zu den franziskanischen Reformaten über, die strengere Bußübungen befolgten. Bis ins 18. Jahrhundert erlebte die Tiroler Franziskanerprovinz eine Blütezeit, sodass sie um 1740 fast 500 Mitglieder hatte. Die Franziskaner widmeten sich in dieser Zeit vor allem der Seelsorge und der Wissenschaft. Um 1780 begannen sie auch ihre Lehrtätigkeit an den Gymnasien in Hall und Bozen.
Durch die kirchenpolitischen Reformen unter Kaiser Joseph II. wurden 1783 die Klöster in Vorderösterreich und das Kloster Füssen von der Mutterprovinz abgetrennt. Auch verlor die Provinz im Jahre 1785 durch die Aufhebung des Innsbrucker Hofklosters ihren Hauptsitz. Als Ersatz dafür erhielt sie das ehemalige Karmeliterkloster in Lienz. 
Nach den napoleonischen Kriegen und der bayerischen Herrschaft in Tirol zu Beginn des 19. Jahrhunderts erstarkte die Ordensprovinz wieder. 1818 wurden die Klöster Salzburg und St. Anton im Pinzgau übernommen. Die Tiroler Franziskaner war auch als Missionare in Oberägypten, im Heilige Land, in Nordamerika (Tochterprovinz Cincinnati) und sogar in China tätig. In der damals aufgenommenen Volksmission in der Heimat bot sich ebenfalls ein neues Tätigkeitsfeld. Auch innerhalb von Österreich konnten neue Niederlassungen eröffnet werden, besonders in Oberösterreich (Enns, Baumgartenberg, Pupping, Maria Schmolln, Suben, Bruckmühl und Steyr).
Der Erste Weltkrieg brachte nicht nur personelle Verluste, sondern als Folge auch die Abtrennung der Südtiroler Klöster im Jahr 1927. Im Zweiten Weltkrieg hatte die Provinz große Schwierigkeiten durch die Einberufung ihrer Mitglieder zum Wehrdienst und die Aufhebung von Klöstern zu meistern. Nach dem Krieg entfaltete sich ein weitgefächertes Tätigkeitsspektrum, das freilich durch den allgemeinen Rückgang der Ordensberufungen nach und nach wieder eingeschränkt werden musste. Auch mussten einige Klöster wieder aufgelassen werden.
Durch die geänderten politischen Umstände konnten im Jahre 2001 die Südtiroler Klöster wieder in die Tiroler Franziskanerprovinz aufgenommen werden. Patron dieser neuen Provinz war der sel. Engelbert Kolland, ein Tiroler Franziskaner, der 1860 in Damaskus als Märtyrer starb. Auf Grund der geringer werdenden Zahl von Ordenseintritten und ordenspolitischer Bestrebungen wurde die Tiroler Franziskanerprovinz am 21. Oktober 2007 mit der Wiener Franziskanerprovinz vereinigt. Die dadurch entstandene Österreichische Franziskanerprovinz Austria umfasst alle franziskanischen Klöster in Österreich und Südtirol und steht wieder unter dem Patronat des hl. Leopold von Österreich.

## Klöster der Tiroler Franziskanerprovinz
Die Tiroler Franziskanerprovinz umfasste vor der Zusammenlegung mit der Wiener Provinz im Jahre 2007 folgende Klöster:
Nord- und Osttirol
- Franziskanerkloster Innsbruck (Provinzialat)
- Franziskanerkloster Hall in Tirol
- Franziskanerkloster Schwaz
- Franziskanerkloster Telfs
- Franziskanerkloster Reutte
- Franziskanerkloster Lienz

Südtirol (Italien)
- Franziskanerkloster Bozen
- Franziskanerkloster Brixen
- Franziskanerkloster Innichen
- Franziskanerkloster Kaltern
- Klarissenkloster Brixen

Oberösterreich
- Franziskanerkloster Pupping
- Franziskanerkloster Enns
- Franziskanerkloster Maria Schmolln
- Franziskanerkloster Baumgartenberg (2008 aufgelassen)[3]

Salzburg
- Franziskanerkloster Salzburg (Stadt)

Kärnten
- Franziskanerkloster Villach

## Mitglieder der Tiroler Franziskanerprovinz
Im Laufe ihres mehr als vierhundertjährigen Bestehens traten ca. 4000 Männer in die Tiroler Franziskanerprovinz ein. 
Sie brachte auch bekannte Seelsorger, Theologen und Gelehrte hervor:
- Pater Justinian Ladurner (1808–1874), Historiker und Bibliothekar
- Pater Peter Singer (1810–1882), Novizenmeister, Erfinder und Musiker in Salzburg
- Pater Vinzenz Maria Gredler (1823–1912), Naturforscher und Direktor am Gymnasium in Bozen
- Seliger Engelbert Kolland (1827–1860), Märtyrer in Damaskus
- Pater Zyrill Fischer (1892–1945), Widerstandskämpfer
- Bischof José Calasanz Rosenhammer (1900–2003), Missionsbischof in Bolivien
- Bischof Bonifaz Madersbacher (1919–2007), Missionsbischof in Bolivien